# Służąca (film 2016)
Służąca (hangul: 아가씨, MOCT: Agassi) – południowokoreański dreszczowiec erotyczny z 2016 roku w reżyserii Park Chan-wooka, z Kim Min-hee i Kim Tae-ri w rolach głównych.
Premiera filmu odbyła się 14 maja 2016 w konkursie głównym 69. MFF w Cannes, gdzie zdobył on nagrodę Vulcan Award przyznawaną przez jury techniczne. Podczas 71. ceremonii wręczenia nagród Brytyjskiej Akademii Filmowej film zdobył nagrodę BAFTA w kategorii najlepszego filmu obcojęzycznego.
Film jest oparty na motywach powieści Złodziejka autorstwa walijskiej pisarki Sary Waters, jednak akcja została przeniesiona z wiktoriańskiej Wielkiej Brytanii do Korei pod japońskim panowaniem kolonialnym. Główną bohaterką jest kieszonkowa złodziejka Sook-hee, wynajęta przez oszusta posługującego się nazwiskiem hrabiego Fujiwary, żeby odgrywała rolę pokojówki dziedziczki Hideko i przekonała ją do małżeństwa z nim.

## Obsada
W filmie wystąpili m.in.
- Kim Min-hee jako Izumi Hideko
- Kim Tae-ri jako Sook-hee
- Ha Jung-woo jako hrabia Fujiwara
- Cho Jin-woong jako Kouzuki
- Kim Hae-sook jako Sasaki
- Moon So-ri jako ciotka Hideko
- Lee Yong-nyeo jako Bok-soon
- Lee Dong-hwi jako Goo-gai
- Jo Eun-hyung jako młoda Hideko
- Rina Takagi jako matka Hideko
- Han Ha-na jako Junko
- Jeong Ha-dam jako pokojówka
- Choi Byung-mo jako członek widowni

## Produkcja
W grudniu 2014 r. ujawniono, że Kim Min-hee, Kim Tae-ri, Ha Jung-woo i Cho Jin-woong podpisali kontrakty na produkcję Złodziejki. Kim Tae-ri została wybrana spośród 1500 kandydatek do roli Sook-hee. Zdjęcia do filmu rozpoczęły się w czerwcu 2015 r. i zakończyły w październiku 2015 roku.